# Zelená Hora (Polsko)
Zelená Hora (polsky  Zielona Góra, německy Grünberg in Schlesien) je město v jihozápadním Polsku, sídlo samosprávy (sejmiku) Lubušského vojvodství. Má postavení samostatného okresu a zároveň je sídlem okresu Zelená Hora. Leží na historickém území Dolního Slezska, ale vazby na zbytek regionu a s tím i slezská identita v posledních desetiletích zeslábly a město je spíše vnímáno jako správní, kulturní a ekonomické centrum oblasti, pro kterou se vzhledem k názvu vojvodství vžilo nepřesné označení Lubušsko. Žije zde přibližně 140 tisíc obyvatel.

## Administrativní členění
K městu byly v roce 1961 připojeny obce Jędrzychów a Chynów, v roce 1986 Raculka. Od roku 2015 sestává z celkem osmnácti obcí a stala se tak rozlohou šestým největším městem Polska, z toho 55 % území tvoří lesy. Většina obcí je zahrnuta v městském obvodu - předměstí Nowe Miasto, který vznikl 2. ledna 2015. Seznam obcí (v závorce německý název, dosud užívaný v německojazyčné historické a místopisné literatuře): 
- Barcikowice (Groß Hänchen)
- Drzonków (Drentkau)
- Jany (Janny)
- Jarogniewice (Hartmannsdorf)
- Jeleniów (Droseheydau)
- Kiełpin (Külpenau)
- Krępa (Krampe)
- Łężyca (Lansitz)
- Ługowo (Wilhelminenthal)
- Nowy Kisielin (Deutsch Kessel)
- Ochla (Ochelhermsdorf)
- Przylep (Schertendorf)
- Racula (Lawaldau)
- Stary Kisielin (Polnisch Kessel)
- Stożne
- Sucha (Zauche)
- Zatonie (Günthersdorf)
- Zawada (Sawade)

## Dějiny

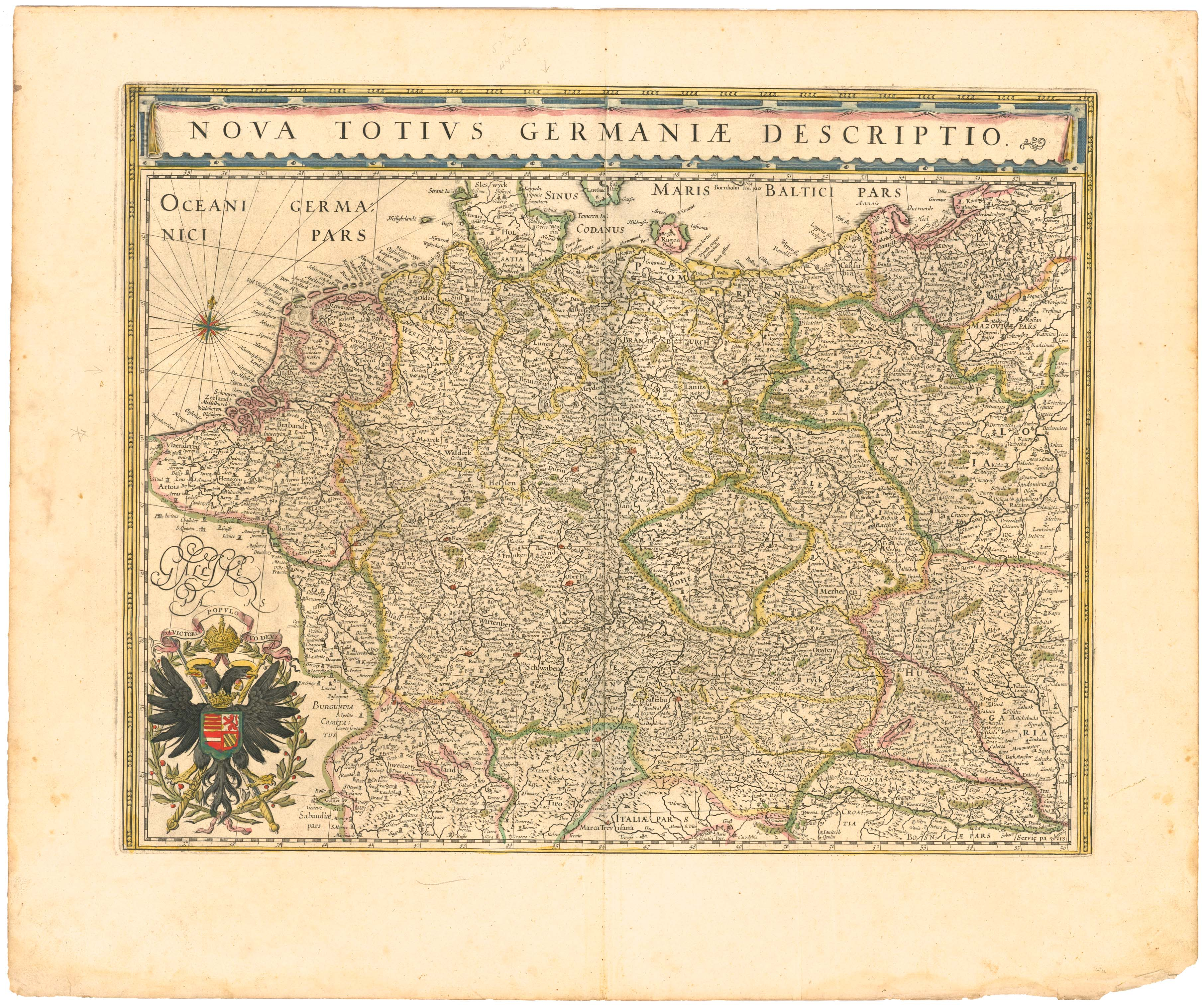
Mapa Říše římské z roku 1645; Jan Blaeu, nizozemský Atlas Maior

Území patřilo od 8. století k slovanským doménám. První písemná zmínka o Zelené Hoře pochází z roku 1302, v roce 1323 získala městská práva. Byla součástí Hlohovského knížectví slezských Piastovců a patřila Koruně království českého. Roku 1524 byl připojena k Habsburské monarchii.  Po první slezské válce  roku 1742 připadla Prusku.
Do roku 1945 byla okresním městem provincie Slezsko a střediskem textilního průmyslu s počtem obyvatel kolem 15 až 25 tisíc, převážně protestantů.
Po druhé světové válce, v níž neutrpěla velké materiální škody, byla přičleněna k socialistickému Polsku. Autochtonní německé obyvatelstvo nahradili polští přesídlenci z tzv. Kresů a osadníci z centrálního Polska. Jako krajské město prošla Zelená Hora v éře socialismu rychlým hospodářským rozvojem, staré město obklopil prstenec nových sídlišť a počet obyvatel přesáhl v roce 1980 hranici 100 tisíc.
Do povědomí veřejnosti se město zapsalo Festivalem sovětské písně (Festiwal Piosenki Radzieckiej) pořádaným v letech 1965–1989. 

## Současnost

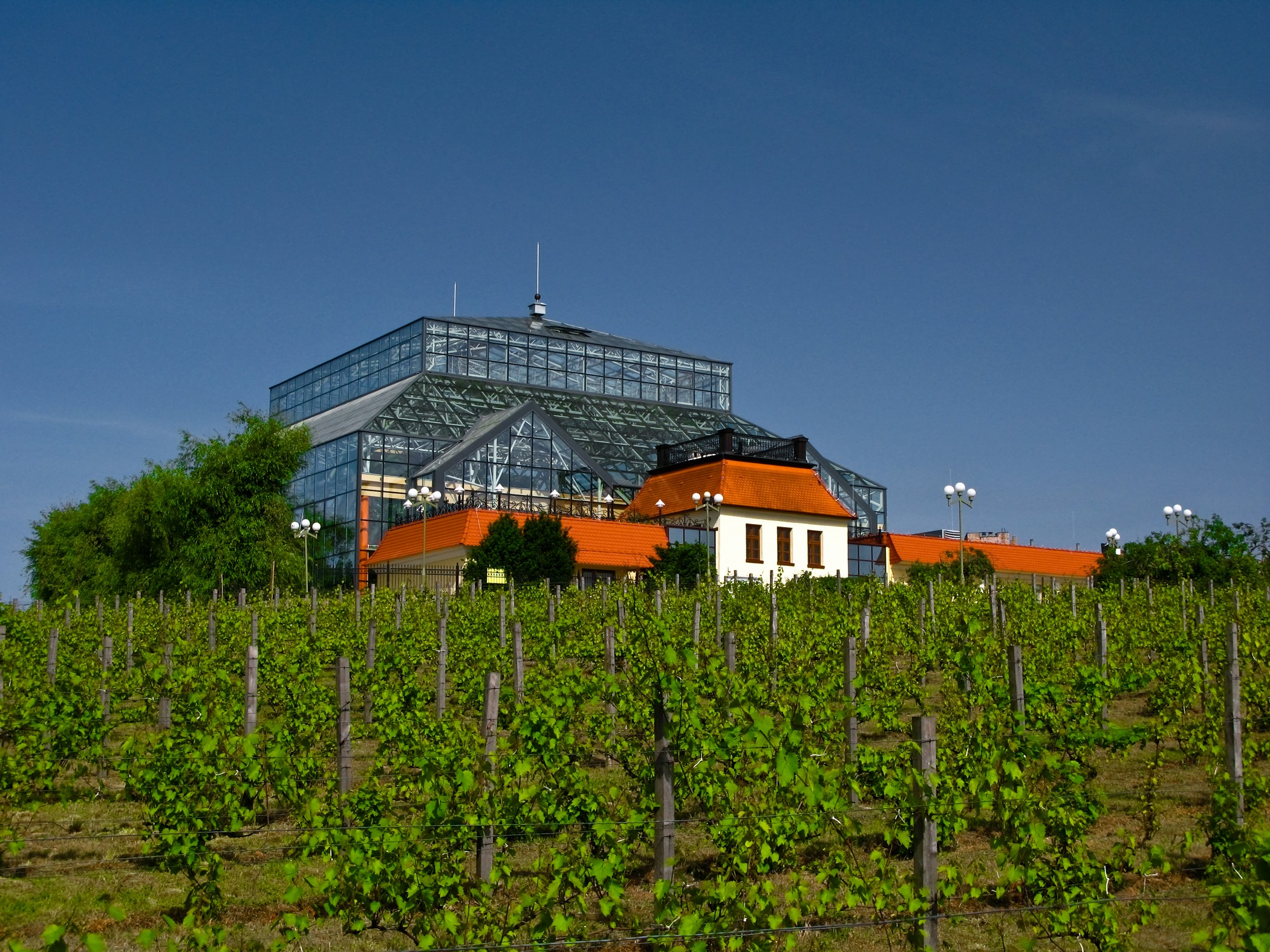
Zelenohorské vinice s Pavilonem palem a viniční kaplí

„Polské hlavní město vína“ je centrem jedné z nejsevernějších vinařských oblastí v Evropě, existence vinic je doložena už začátkem 14. století. Devítidenní zářijové Vinobraní (Winobranie) patří k nejdůležitějším kulturním a gastronomickým událostem ve městě, od 90. let také jako město kabaretů.
Sportu slouží úspěšný plochodrážní klub Falubaz. 

## Školství
Zelenohorská univerzita (Uniwersytet Zielonogórski) vznikla v roce 2001 spojením Vysokého učení technického a Vysoké školy pedagogické, obojí bylo založeno v 60. letech.

## Doprava
- Městem prochází železniční magistrála Vratislav – Štětín. Historické nádraží Zielona Góra z roku 1871 přečkalo druhou světovou válku, ale roku 1960 bylo kompletně zbořeno a nahrazeno bezvýrazným panelovým kvádrem a v roce 2003 technicky zmodernizováno.
- rychlostní silnice S3 spojuje Baltské moře s Krkonošemi a do budoucna českou hranicí.
- Linkové autobusy mají přeshraniční spojení.

## Památky

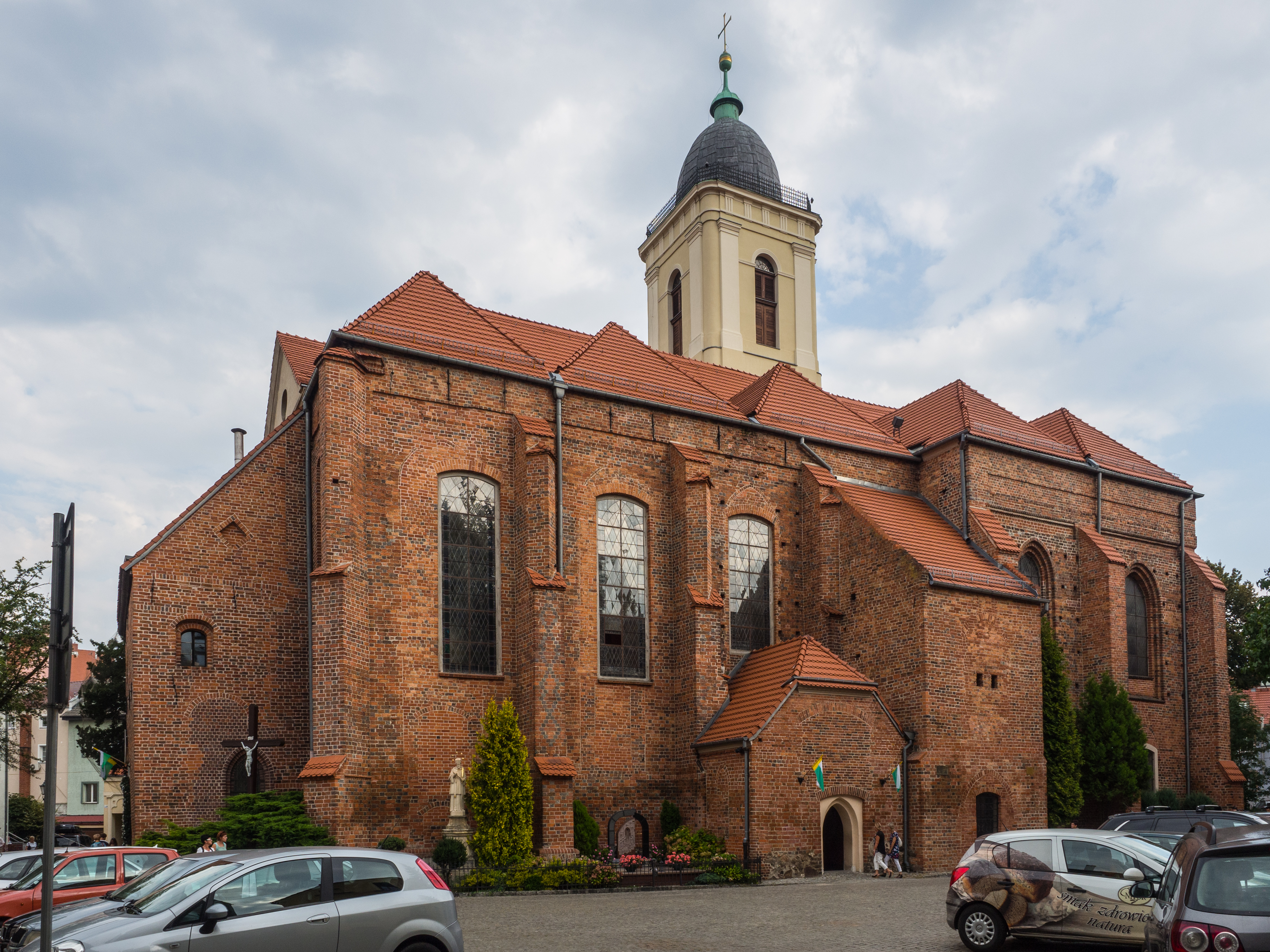
Kostel sv. Hedviky Slezské

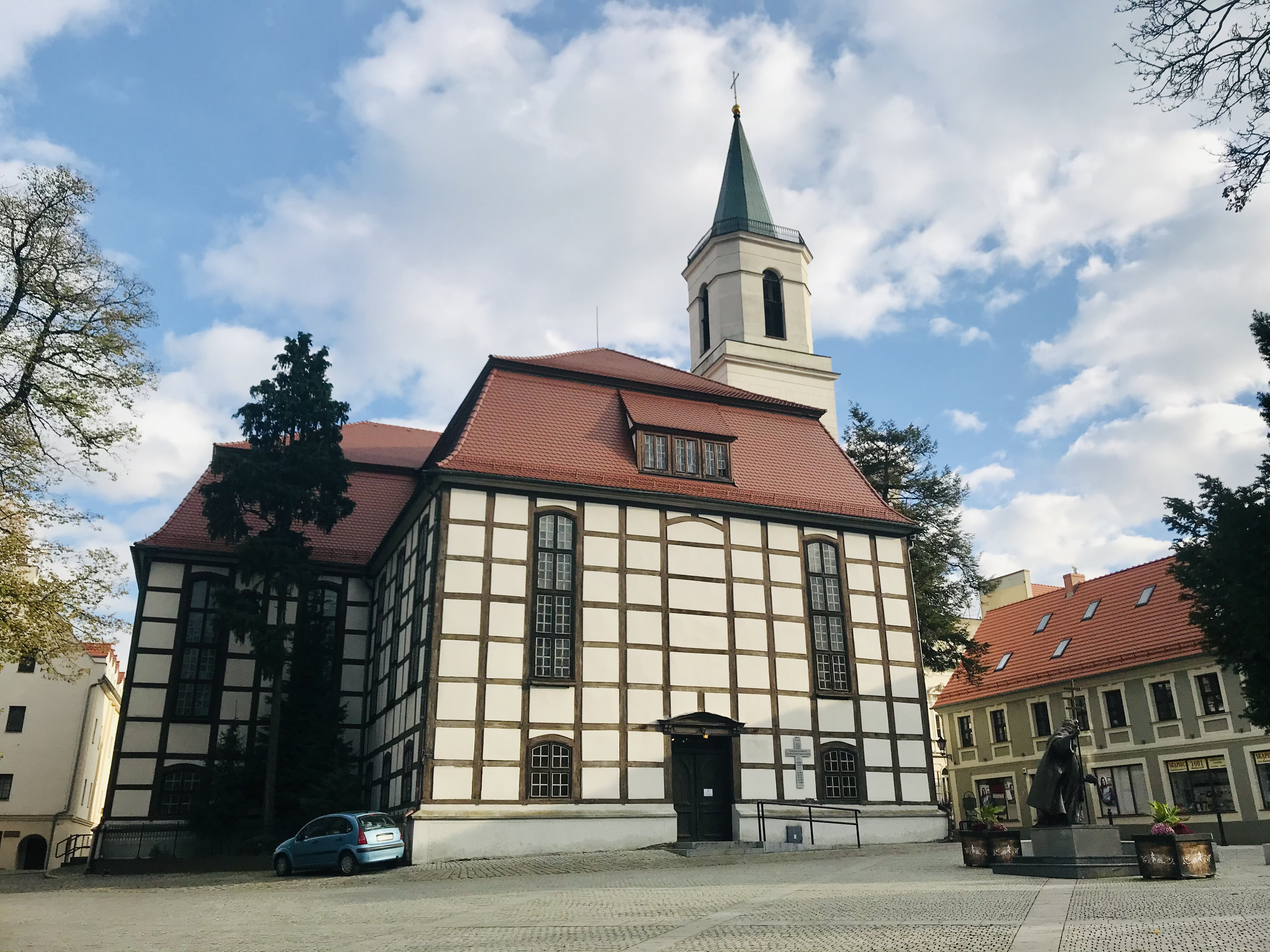
Kostel Matky Boží Čenstochovské

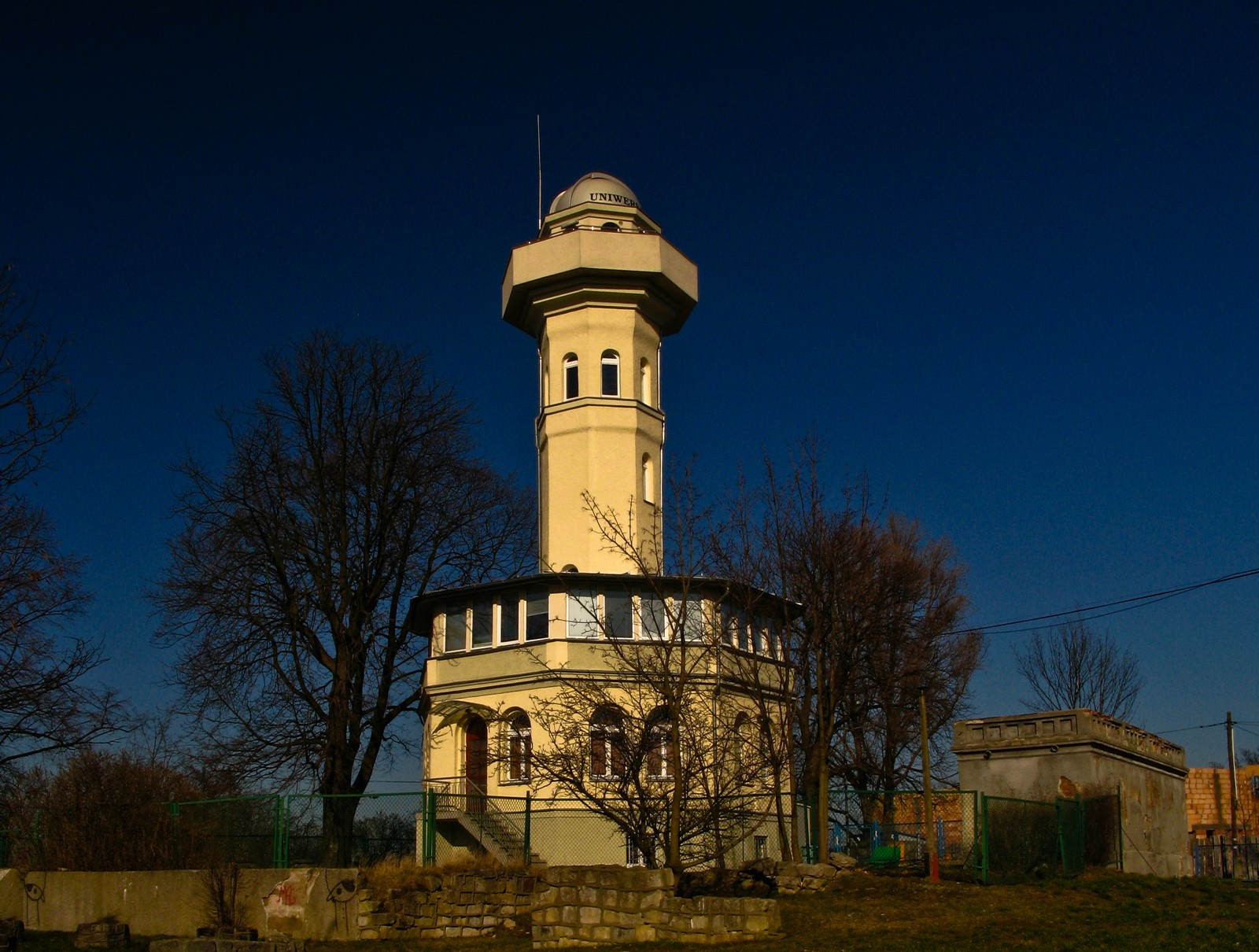
Braniborská věž

- Kostel sv. Hedviky- pozdně gotické síňové trojlodí se starším pravoúhlým závěrem a příčnou lodí, cihlová stavba s barokními klenbami a barokní věží na severní straně; vnitřní zařízení novogotické z konce 19. století; pozoruhodna raně barokní kruchta se 14 deskovými obrazy Krista a apoštolů; od roku 1972 slouží jako konkatedrála spojené diecéze Zelená Hora-Gorzów Wielkopolski.
- Kostel matky Boží Čenstochovské - hrázděná stavba na křížovém půdorysu
- Radnice a měšťanské domy starého města
- Luteránský kostel augsburského vyznání
- Wieża Braniborska - astronomická věž z roku 1859 v místní části Braniborskie, veřejnosti přístupná hvězdárna
- ruina zámku Günthersdorf

### Muzea
- regionální Muzeum Ziemi Lubuskiej
- skanzen s kostelem Všech svatých v místní části Ochla (etnografické muzeum)

## Slavní rodáci
- Bartholomaeus Pitiscus (1561-1613), matematik, teolog a astronom
- Abraham Scultetus, kalvínský teolog
- Rudolf Haym (1832-1921), pruský filozof
- Wilhelm Foerster (1832-1921), astronom
- Maryla Rodowicz, zpěvačka
- Olga Tokarczuková (* 1962), spisovatelka a novinářka
- Tomasz Lis, novinář
- L.U.C. raper
- Krzysztof Bosak - polský nacionalistický politik

## Partnerská města
- L'Aquila, Itálie, 1996
- Bistriţa, Rumunsko, 2001
- Helmond, Nizozemsko, 1996
- Chotěbuz, Německo, 1992
- Ivano-Frankivsk, Ukrajina, 2000
- Kraljevo, Srbsko, 2009
- Nitra, Slovensko, 1992
- Soltau, Německo
- Troyes, Francie, 1970
- Verden, Německo, 1993
- Vitebsk, Bělorusko, 2002
- Wu-si, Čína, 2008
- Žitava, Německo, 2010